# Антология The Beatles
Антология The Beatles (The Beatles Anthology) — наименование документального сериала, комплекта из трёх двойных музыкальных альбомов (Anthology 1, Anthology 2, Anthology 3) и книги, сфокусированных на истории The Beatles. Пол Маккартни, Джордж Харрисон и Ринго Старр непосредственно участвовали в процессе создания и окончательного утверждения этих работ, которые иногда именуются проектом Антология (Anthology project).
Документальный сериал The Beatles Anthology был впервые показан в ноябре 1995 года; дополненная версия сериала была издана на VHS в 1996 году и на DVD в 2003. В сериале были использованы интервью с участниками The Beatles и имевшими отношение к ним людьми (and their associates), чтобы рассказать историю группы, как она видится сквозь архивные материалы и съёмки выступлений.
Первый том из комплекта альбомов — Anthology 1 — был издан одновременно с первым показом документального сериала в ноябре 1995 года, остальные два альбома были изданы в 1996 году. Альбомы включают в себя неизданные записи концертных выступлений и пробные записи («ауттейки» — outtakes), расположенные примерно в хронологическом порядке, а также две новые песни («Free as a Bird» и «Real Love»), основой для которых послужили демозаписи, сделанные Джоном Ленноном уже после того, как группа распалась.
Книга The Beatles Anthology, изданная в 2000 году, как бы параллельно сопровождает документальный сериал через цитаты из интервью.

## Документальный сериал
Примерно одновременно с выпуском сингла «Free as a Bird» и альбома Anthology 1 (первого из трёх двойных CD-альбомов), документальный сериал The Beatles Anthology был в 1995 году показан по ITV в Великобритании и по телеканалу ABC в США. Сериал The Beatles Anthology по форме подобен книге The Beatles Anthology, являясь чередой высказываний самих The Beatles без внешнего «объективного» повествования. Видеоматериал в сериале оснащён закадровой (voice-over) записью голосов всех четверых битлов, «подталкивающей» (to push) сюжет истории, с добавлениями от их продюсера, дорожного менеджера и других причастных к истории The Beatles людей. Архивные видеоматериалы дополняются фрагментами интервью, данных Полом Маккартни, Ринго Старром и Джорджем Харрисоном специально для этого сериала; Джон Леннон появляется на исторических архивных кадрах. Жёны − как в прошлом, так и в настоящем − участников The Beatles не присутствуют в кадре (за исключением архивных съёмок, таких как видео из Индии или музыкальное видео для песни Харрисона «Something»).
Сериал, продумывание и создание которого заняло пять лет, состоит из многочисленных клипов и интервью, которые представляют полную историю группы с точки зрения самих участников The Beatles в первую очередь. Когда сериал показывался по ABC, он был разбит на шесть программ длиной 1 час каждая, показанных в течение трёх ночей в ноябре 1995 года. Позднее сериал был издан в виде дополненных восьми эпизодов (серий), на VHS, лазерных видеодисках (laserdisc) и в виде бокс-сета (boxed set) из пяти DVD (4 диска с 2 эпизодами на каждом и один диск с дополнениями). (extras)
Даты и время первого показа сериала на ABC:
- 19 ноября 1995 года, воскресенье, 21:00—23:00,
- 22 ноября 1995 года, среда, 21:00—23:00,
- 23 ноября 1995 года, четверг, 21:00—23:00.

Для дополнительной рекламы сериала телеканал изменил своё название на экране на это время с «ABC» на «A-Beatles-C», в подражание «77 W-A-Beatles-C» — позывным флагманской AM-радиостанции Нью-Йорка «эры Cousin Brucie» в середине 1960-х, и несколько идущих по этому телеканалу в прайм-тайм ситкомов заменили музыку, звучащую на их начальных титрах, на треки The Beatles.

## Книга
В октябре 2000 года была издана книга The Beatles Anthology, которая включала в себя интервью со всеми четырьмя членами группы и другими людьми, имевшими отношение к истории The Beatles, а также редкие фотографии. Многие из опубликованных в книге интервью являются цитатами из интервью, представленных в документальном сериале.  Книга тут же попала на вершину списка бестселлеров New York Times. В 2002 году книга была выпущена в формате large-format paperback. В 2011 году книга была избрана как «Лучшая Non Fiction Книга На Земле» (Best Non Fiction Book On Earth) по опросу на популярном сайте рейтингов «Лучшие Вещи На Земле» (Best Things On Earth). В русском переводе книга была опубликована издательством «Росмэн» в 2002 г.

## Неизданные материалы
В начале 1995 года во время работы над антологией The Beatles, Йоко Оно и Пол Маккартни записали авангардистскую песню «Hiroshima Sky Is Always Blue» («Небо Хиросима всегда голубое»). Также в записи участвовали Шон Леннон, Линда Маккартни и дети Маккартни. Песня транслировалась на японском общественном телевидении в память об атомной бомбардировке Нагасаки.
Песня «Carnival of Light» была записана в январе 1967 года во время работы над альбомом Sgt. Pepper's Lonely Hearts Club Band. Её планировалось включить в сборник Anthology 2, но Джордж Харрисон заблокировал инициативу.
Маккартни, Харрисон и Старр работали над новой композицией «All for Love» в марте 1995 года, изначально предназначенной для сборника Anthology 3, но запись была отложена. Эта композиция так и не опубликовалась в бутлеге. Также они планировали записать песни Джона Леннона — «Now and Then» и «Grow Old with Me», однако отложили работу из-за неудовлетворительного качества оригинальной записи.

## Пародии
Успех альбомов Anthology был спародирован несколько месяцев спустя выпуском Archaeology (Археология) группы Rutles. Этот альбом даже включал пародию на «Free as a Bird», озаглавленную «Don’t Know Why» ("Не знаю почему"). Задержки с выпуском третьего тома серии альбомов The Beatles Anthology (или, возможно, это был рекламный ход?) в конечном счёте привели к тому, что пародия Rutles поступила в магазины в тот же день, что и альбом, вдохновивший на создание пародии.
«Странный Эл» Янкович спародировал The Beatles Anthology в специальном выпуске Al TV. Он сказал, что у него есть копия вымышленной Anthology 17, которая, как он утверждал, не будет доступна публике в течение некоторого времени. Он проиграл для публики треки с якобы записями Пола Маккартни, чистящего зубы, и Ринго Старра, бреющегося перед Шоу Эда Салливана.